# 2001-es amatőr ökölvívó-világbajnokság
A 11. amatőr ökölvívó-világbajnokságot Belfastban, Észak-Írországban rendezték 2001. június 3–10. között. 12 versenyszámban avattak világbajnokot. A küzdelmek egyenes kieséses rendszerben zajlottak, és mindkét elődöntő vesztese bronzérmet kapott.

## Érmesek
| 2001. évi amatőr ökölvívó-világbajnokság érmesei |                                   |                                     |                                                                                      |
| Versenyszám                                      | Arany                             | Ezüst                               | Bronz                                                                                |
| Szupernehézsúly                                  | Ruslan Chagayev (Üzbegisztán)     | Alekszej Masikin (Ukrajna)          | Witali Boot (Németország) Pedro Carrión (Kuba)                                       |
| Nehézsúly                                        | Odlanier Solís (Kuba)             | David Haye (Anglia)                 | Szultan-Ahmed Magomedszalihovics Ibragimov (Oroszország) Vjacseszlav Uselkov Ukrajna |
| Félnehézsúly                                     | Jevgenyij Makarenko (Oroszország) | Viktor Perun (Ukrajna)              | John Dovi (Franciaország) Claudio Rasco (Románia)                                    |
| Középsúly                                        | Andrej Gogoljev (Oroszország)     | Utkirbek Haydarov (Üzbegisztán)     | Yordanis Despaigne (Kuba) Carl Froch (Anglia)                                        |
| Nagyváltósúly                                    | Damián Austín (Kuba)              | Marian Simion (Románia)             | Ciro Fabio di Corcia (Olaszország) Bülent Ulusoy (Törökország)                       |
| Váltósúly                                        | Lorenzo Aragón (Kuba)             | Anthony Thompson (Egyesült Államok) | Serzod Huszanov (Üzbegisztán) James Moore (Írország)                                 |
| Kisváltósúly                                     | Diógenes Luna (Kuba)              | Dimitar Stiljanov (Bulgária)        | Willy Blain (Franciaország) Jurij Szolotov (Ukrajna)                                 |
| Könnyűsúly                                       | Mario Kindelán (Kuba)             | Vladimir Kolesnik (Ukrajna)         | Alekszandr Maletin (Oroszország) Filip Palic (Horvátország)                          |
| Pehelysúly                                       | Ramaz Paliani (Törökország)       | Galib Zsafarov (Kazahsztán)         | Majid Jelili (Svédország) Joni Turunen (Finnország)                                  |
| Harmatsúly                                       | Guillermo Rigondeaux (Kuba)       | Agasi Agagüloglu (Törökország)      | Szerhij Danilcsenko (Ukrajna) Suriel Rotas (Dominikai Köztársaság)                   |
| Légsúly                                          | Jérôme Thomas (Franciaország)     | Vlagyimir Szidorenko (Ukrajna)      | Alexandar Alexandrov (Bulgária) Georgij Balaksin (Oroszország)                       |
| Kislégsúly                                       | Yan Barthelemí (Kuba)             | Marian Velicu (Románia)             | Ronald Siler (Egyesült Államok) Harry Tanamor (Fülöp-szigetek)                       |